# Thomas Köppl
Thomas Köppl (* 1966) ist ein deutscher Politiker (CDU). Von 2004 bis 2022 war er Bürgermeister der Stadt Quickborn.

## Leben
Köppl ist gelernter Verwaltungsfachwirt und war Verwaltungsleiter zweier Krankenhäuser des Kreises Pinneberg, u. a. des Krankenhauses Wedel.
Nachdem er von März 1998 bis Oktober 2004 Ratsherr in der Ratsversammlung war, wurde er 2004 zum hauptamtlichen Bürgermeister Quickborns gewählt und bei den Wahlen am 6. Juni 2010 und 24. April 2016 bestätigt. Neben weiteren Funktionen war er u. a. Aufsichtsratsvorsitzender der Quickborner Stadtwerke. Im Mai 2022 unterlag er in einer Stichwahl mit einem Stimmenanteil von 44,4 % seinen Herausforderer Thomas Beckmann (FDP), der am 1. November 2022 die Nachfolge antrat.
Köppl ist verheiratet und hat zwei erwachsene Kinder.